# FN's konvention om borgerlige og politiske rettigheder
FN's konvention om borgerlige og politiske rettigheder (fork. ICCPR efter den engelske titel International Covenant on Civil and Political Rights) er en multilateral konvention, der blev vedtaget af FN's generalforsamling 16. december 1966 og trådte i kraft 23. marts 1973. Konventionen forpligter parterne til at respektere individers borgerlige og politiske rettigheder, eksempelvis retten til liv, religionsfrihed, ytringsfrihed, forsamlingsfrihed, valgret, retssikkerhed og lighed for loven. Pr. oktober 2009 har 29 lande hverken har underskrevet eller ratificeret konventionen. Danmark var blandt de første lande til at ratificere konventionen, hvilket skete uden at tage forbehold.
Konventionen er baseret på FN's Verdenserklæring om Menneskerettighederne. Oprindeligt var det FN's menneskerettighedskommission, der skulle overvåge medlemslandenes overholdelse af konventionen, men efter langvarig kritik af denne kommission, blev den erstattet af FN's menneskerettighedsråd i 2006. Rådets medlemmerne vælges af medlemsstaterne, men repræsenterer ikke disse. Hver medlemsstat afleverer rapporter til rådet om hvorledes den pågældende stat har opfyldt konventionen.
I den første tillægsprotokol blev der oprettet en klageinstans, der modtager og behandler mellemstatslige og individuelle klagesager. Den anden tillægsprotokol fordømmer dødsstraf.